# پالوما کریک، تگزاس
پالوما کریک (به انگلیسی: Paloma Creek) یک منطقهٔ مسکونی در ایالات متحده آمریکا است که در شهرستان دنتون، تگزاس واقع شده‌است. پالوما کریک ۱٫۱ کیلومتر مربع مساحت و ۵٬۲۵۴ نفر جمعیت دارد.